# Eucelatoria gladiatrix
Eucelatoria gladiatrix là một loài ruồi trong họ Tachinidae.